# Roggio
Roggio è una frazione del comune italiano di Vagli Sotto, nella provincia di Lucca, in Toscana.

## Geografia fisica
Roggio si trova ad 858 metri sul livello del mare, e presenta un territorio prevalentemente montano alternato con vari spazi piani, perlopiù dediti all'agricoltura.

## Monumenti e luoghi d'interesse
- Chiesa di San Bartolomeo, del XIII secolo,[1] contenente una una pala marmorea analoga a quella in San Lorenzo a Vagli sopra, composta da tre nicchie contenenti le figure della Madonna col Bambino, di San Bartolomeo e di Sant'Antonio Abate, una predella con i busti dei dodici apostoli (ma con San Paolo invece di Giacomo minore), l'Annunciazione al di sopra e due angeli reggenti una ghirlanda nella lunetta. Il dossale è probabilmente opera di più mani, una per le figure principali, un'altra per la predella ed un'ultima per la parte superiore, che fanno di quest'opera un risultato di più alta qualità rispetto all'altra menzionata[2].

## Cultura

### Tradizioni e folclore
Ogni anno il 24 agosto è celebrata la festa del santo patrono, san Bartolomeo. Solitamente a questa data sono accompagnate altre manifestazioni, come la festa di San Ginese.

## Galleria d'immagini

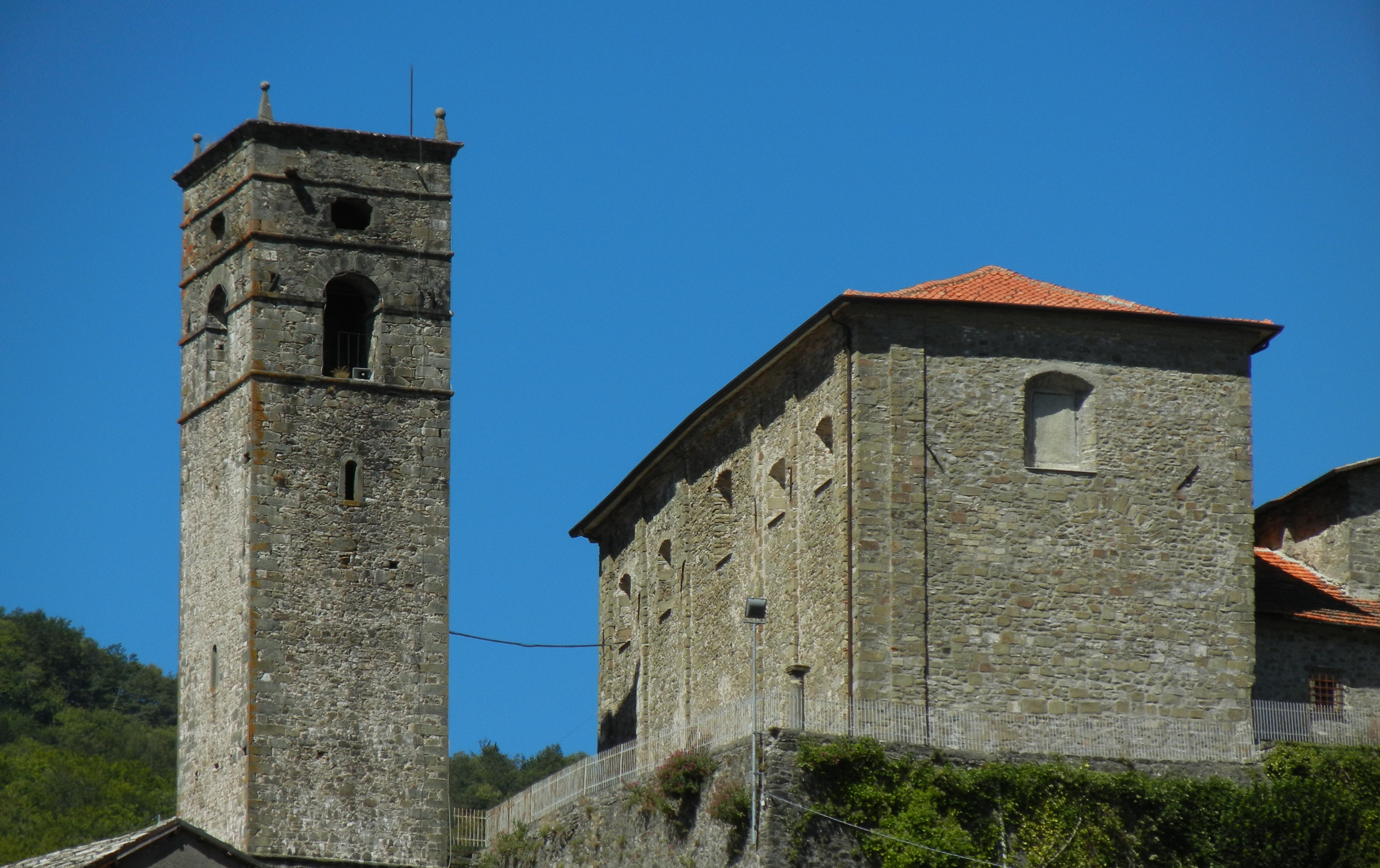
Chiesa e campanile di San Bartolomeo a Roggio
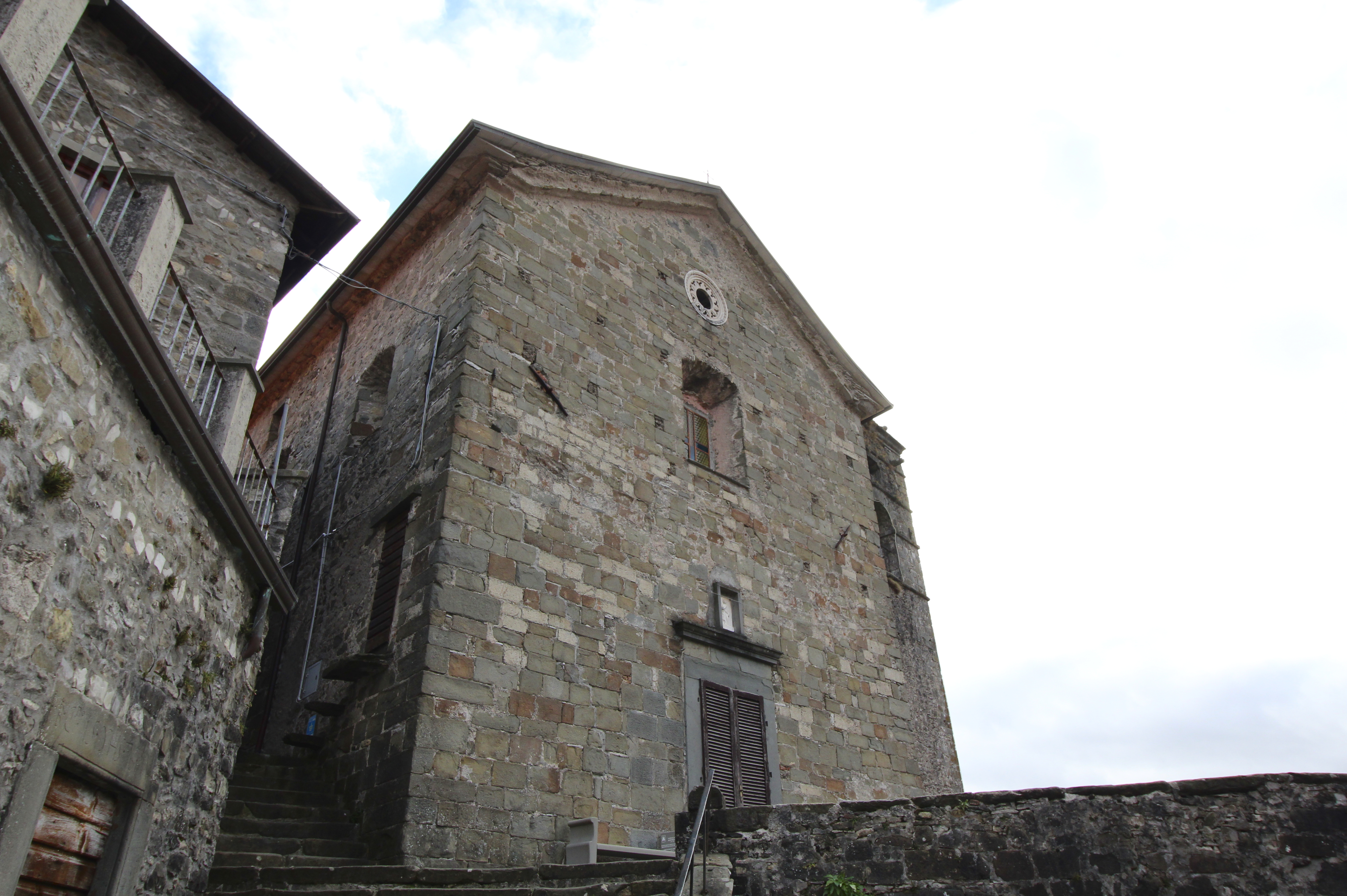
Facciata di San Bartolomeo a Roggio
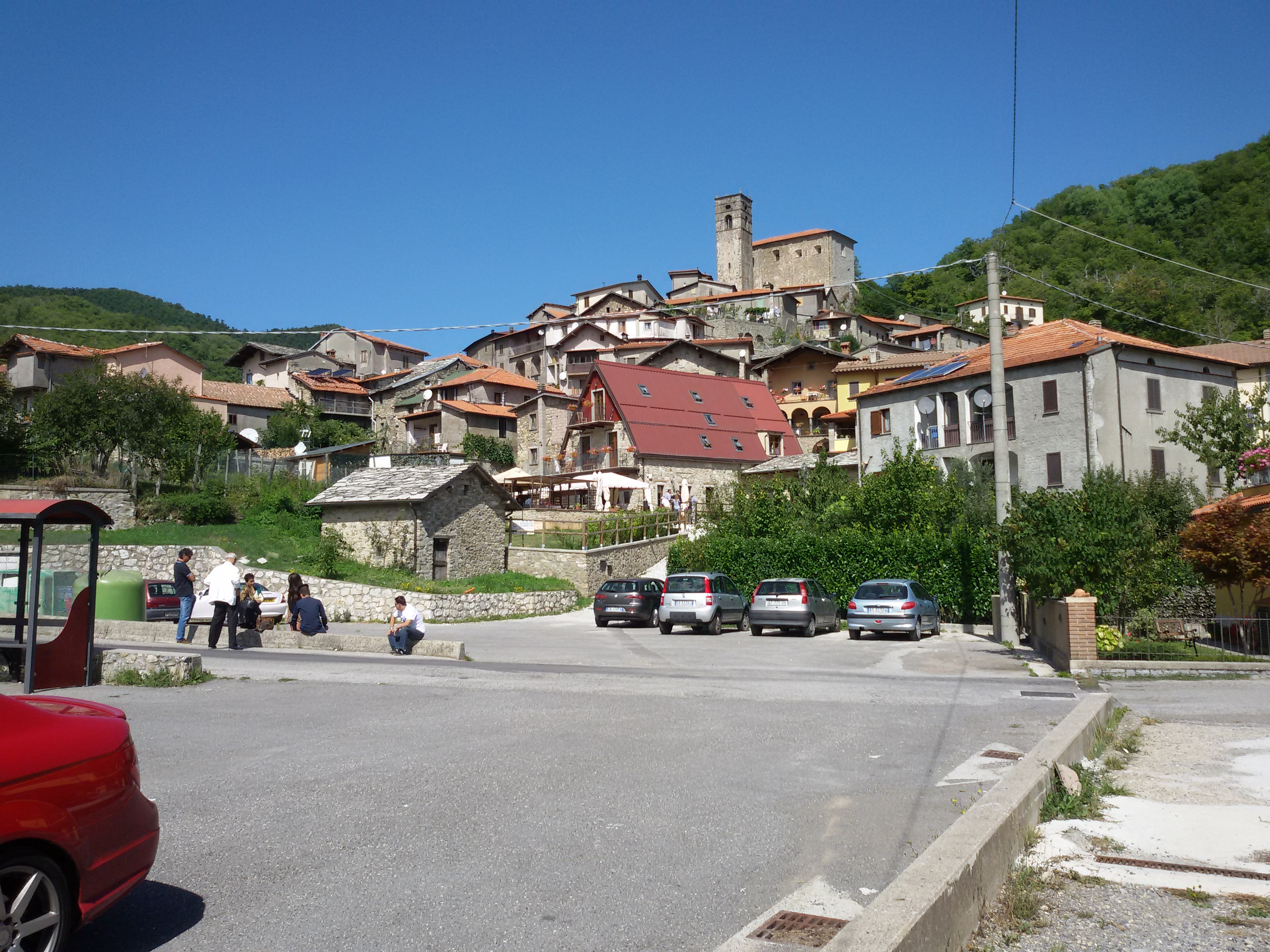
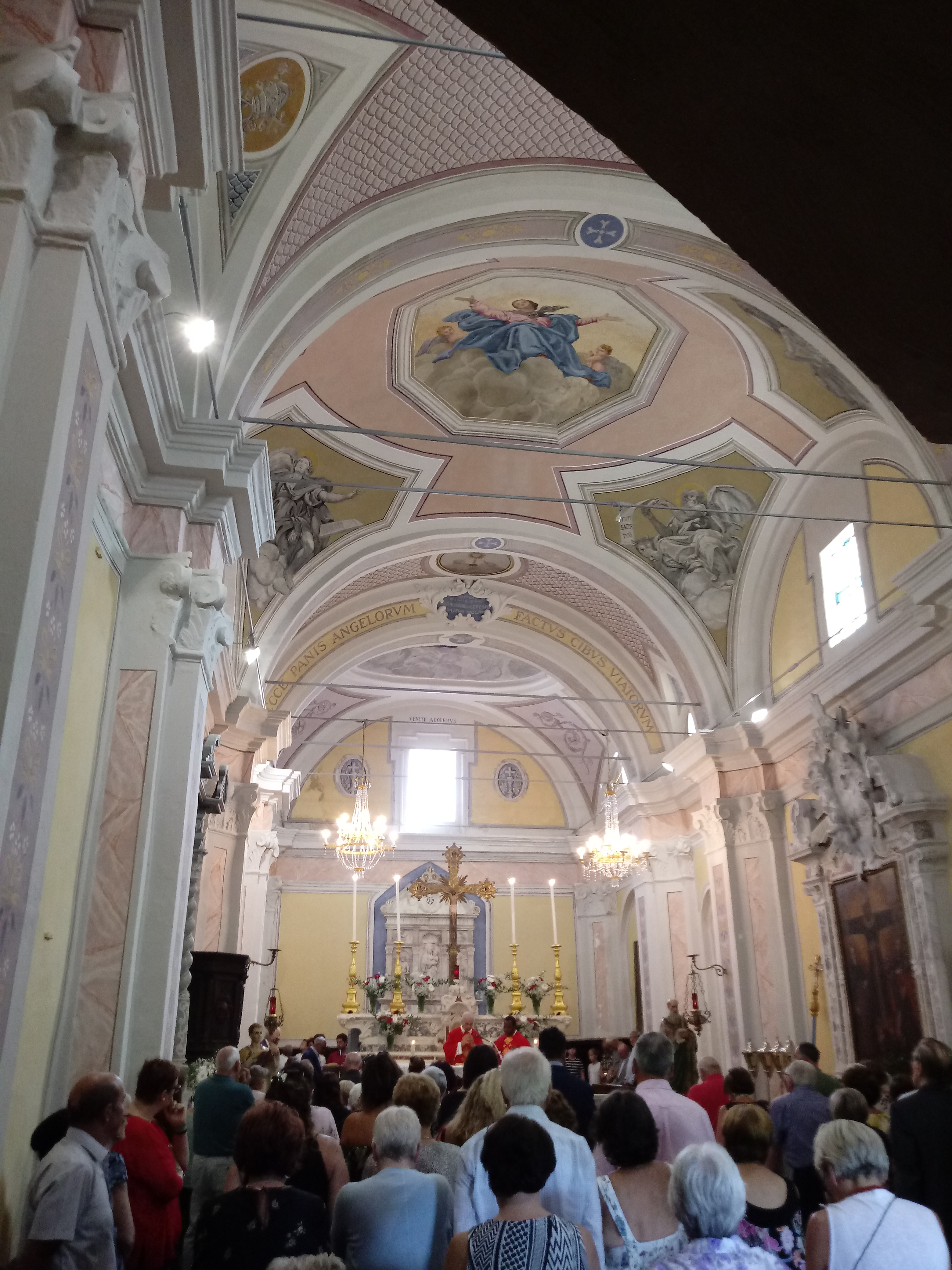